# Illaga
Illaga est une ville d'Indonésie située en Nouvelle-Guinée. Cette localité est à environ 70 kilomètres à vol d'oiseau à l'est du Puncak Jaya et dispose de l'aéroport le plus proche de ce sommet.

## Référence
1. ↑  (en) (en) Geoffrey S. Hope, James A. Peterson, Ian Allison et Uwe Radok, The Equatorial Glaciers of New Guinea, Rotterdam, A.A. Balkema, 1976, 245 p. (ISBN 90 6191 012 9, présentation en ligne, lire en ligne), p. 4